# Bogišići
Bogišići este un sat din comuna Tivat, Muntenegru. Conform datelor de la recensământul din 2003, localitatea are 184 de locuitori (la recensământul din 1991 erau 169 de locuitori).

## Demografie
În satul Bogišići locuiesc 134 de persoane adulte, iar vârsta medie a populației este de 38,3 de ani (37,2 la bărbați și 39,4 la femei). În localitate sunt 57 de gospodării, iar numărul mediu de membri în gospodărie este de 3,23.
Populația localității este foarte eterogenă.
|  |

| Demografie | Demografie | Demografie |
| An         | Locuitori  | Locuitori  |
| ---------- | ---------- | ---------- |
|            |            |            |
|            |            |            |
|            |            |            |
|            |            |            |
| 1948       | 211        |            |
| 1953       | 208        |            |
| 1961       | 228        |            |
| 1971       | 207        |            |
| 1981       | 218        |            |
| 1991       | 169        | 159        |
| 2003       | 189        | 184        |

| \| Componența etnică conform recensământului din 2003[2] \| Componența etnică conform recensământului din 2003[2] \| Componența etnică conform recensământului din 2003[2] \| Componența etnică conform recensământului din 2003[2] \| Componența etnică conform recensământului din 2003[2] \| \| ----------------------------------------------------- \| ----------------------------------------------------- \| ----------------------------------------------------- \| ----------------------------------------------------- \| ----------------------------------------------------- \| \| \| \| \| \| \| \| Sârbi \| Sârbi \| \| 63 \| 34,23% \| \| Muntenegreni \| Muntenegreni \| \| 43 \| 23,36% \| \| Croați \| Croați \| \| 37 \| 20,1% \| \| Albanezi \| Albanezi \| \| 4 \| 2,17% \| \| necunoscută \| necunoscută \| \| 12 \| 6,52% \| |              |  |    |        |
| Componența etnică conform recensământului din 2003 |              |  |    |        |
| |              |  |    |        |
| Sârbi | Sârbi        |  | 63 | 34,23% |
| Muntenegreni | Muntenegreni |  | 43 | 23,36% |
| Croați | Croați       |  | 37 | 20,1%  |
| Albanezi | Albanezi     |  | 4  | 2,17%  |
| necunoscută | necunoscută  |  | 12 | 6,52%  |